# Institut national de jeunes sourds de Paris
Institut national de jeunes sourds de Paris (Národní ústav mladých neslyšících v Paříži) je vzdělávací zařízení v Paříži, které se specializuje na vzdělávání neslyšících. Bylo založeno v roce 1760 a jedná se tak o nejstarší zařízení tohoto druhu na světě. Sídlí v Rue Saint-Jacques v 5. obvodu.

## Historie
Charles-Michel de l'Épée zřídil v Paříži neoficiální školu pro neslyšící mladé lidi, které byla v roce 1778 výnosem královské rady udělena královská ochrana a dotace. Dekretem z roku 1785 byla škola ustanovena jako vzdělávací zařízení a nařízeno její přesunutí do kláštera celestýnů.
Zákon z 21. a 29. července 1791 vytvořil Institution des sourds de naissance (Ústav pro neslyšící od narození), aby se mohlo pokračovat ve filantropické práci.
Zákon z března 1803 přesunul ústav do prostor bývalého semináře Saint-Magloire.
Školní budovy přestavěl v roce 1823 architekt Antoine-François Peyre. Ty jsou od roku 1989 chráněny jako historická památka.
V roce 1970 v prostorách ústavu François Truffaut natáčel svůj film L'Enfant sauvage. Nádvoří nyní nese režisérovo jméno.